# Distretto di Los Baños del Inca
Il distretto di Los Baños del Inca è uno dei dodici distretti della provincia di Cajamarca, in Perù. Si trova nella regione di Cajamarca e si estende su una superficie di 276,4 chilometri quadrati.

Istituito il 7 settembre 1959, ha per capitale la città di Los Baños del Inca; al censimento 2005 contava 31.764 abitanti.